# Wilhelm Straßburger
Wilhelm Straßburger (* 12. Juli 1907; † 21. Dezember 1991) war ein deutscher Fußballspieler. Im September und November 1930 absolvierte der Flügelstürmer des Duisburger SpV zwei Länderspiele in der deutschen Fußballnationalmannschaft.

## Karriere

### Vereine
Straßburger gehörte von 1925 bis 1940 ausschließlich dem Duisburger SpV an, für den er bis 1933 in den vom Westdeutschen Spiel-Verband organisierten Bezirksmeisterschaften in der Bezirksklasse Niederrhein beziehungsweise ab 1929/30 in der Bezirksliga zum Einsatz kam. In der ab der Saison 1933/34 neu eingeführten Gauliga Niederrhein als eine von zunächst 16, später auf 23 aufgestockten Gauligen zur Zeit des Nationalsozialismus als einheitlich höchste Spielklasse im Deutschen Reich war er mit seinem Verein jedoch nicht vertreten, er spielte mit den „Rotblusen“ des DSV in der Bezirksklasse, der jetzt 2. Liga. In der Gauliga Niederrhein traten 1933/34 aus Duisburg-Hamborn 07, TuS Duisburg 48/99 und der FV Duisburg 08 an, der westdeutsche Altmeister DSV erreichte nicht die Aufnahme.
Der gelernte Schlosser war auf beiden Flügelpositionen einsetzbar und wechselte erst zum Ende seiner Laufbahn in die Verteidigung zurück. Im letzten Spiel des DSV in seiner Ära in der Endrunde um die deutsche Fußballmeisterschaft, am 8. Mai 1927 gegen BSC Kickers 1900 in Berlin, kam er bei der 4:5-Niederlage nach Verlängerung nicht zum Einsatz. Ob Straßburger an den Finalspielen um die Niederrheinmeisterschaft 1928 gegen Preußen Krefeld (2:4, 3:4) teilgenommen hat, ist aus der vorliegenden Literatur zum speziellen Thema nicht nachweisbar, da dort keine Spielernamen aufgeführt sind.

### Nationalmannschaft
Der Flügelstürmer des Duisburger Spielvereins wurde im Bundespokal am 13. Oktober 1929 in Dortmund im Spiel der Auswahl von Westdeutschland gegen Norddeutschland (1:4) auf Rechtsaußen eingesetzt. Trotz der Niederlage überzeugte er an der Seite seines Vereinskollegen Hans Gruber. Im ersten Länderspiel der Saison 1930/31 debütierte Straßburger am 7. September 1930 in Kopenhagen gegen die Nationalmannschaft Dänemarks in der deutschen Nationalmannschaft. Er stürmte bei einer 3:6-Niederlage auf Rechtsaußen und mit Reinhold Münzenberg und Karl Hohmann debütierten zwei weitere Spieler, die vor einer großen internationalen Karriere standen. Das zweite Länderspiel von Straßburger endete am 2. November 1930 mit 1:1 in Breslau gegen die Nationalmannschaft Norwegens unentschieden, da stürmte der Mann aus Duisburg am linken Flügel. Ernst Albrecht, Ludwig Lachner, Hohmann und Kapitän Richard Hofmann komplettierten den Angriff. Durch die herausragende Konkurrenz auf Rechtsaußen in Person von Ernst Albrecht und Ernst Lehner folgten für Straßburger keine weiteren Nationalmannschaftseinsätze mehr.
Für Westdeutschland lief er letztmals am 9. Oktober 1932 in Gladbeck bei einer 2:3-Niederlage gegen Südostdeutschland auf Rechtsaußen neben Mitspielern wie Fritz Szepan und Ernst Kuzorra auf.